# Salka
Salka este o comună slovacă, aflată în districtul Nové Zámky din regiunea Nitra. Localitatea se află la altitudinea de 110 m deasupra n.m., se întinde pe o suprafață de 26,07 km2 și în 2017 număra 996 de locuitori.

## Istoric
Localitatea Salka este atestată documentar din 1252.

## Demografie
| An:                | 1994 | 2004   | 2014   | 2024   |
| ------------------ | ---- | ------ | ------ | ------ |
| Număr de persoane: | 1107 | 1059   | 1017   | 983    |
| Diferență:         |      | −4,33% | −3,96% | −3,34% |

| An:                | 2023 | 2024   |
| ------------------ | ---- | ------ |
| Număr de persoane: | 979  | 983    |
| Diferență:         |      | +0,40% |